# عدد ضحايا كلينتون

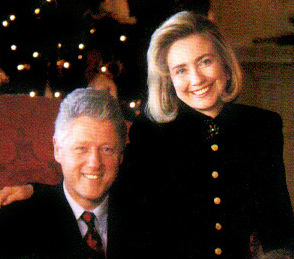
بيل وهيلاري كلنتون

عدد ضحايا كلينتون هي نظرية مؤامرة تؤكد أن الرئيس الأمريكي السابق بيل كلينتون وزوجته هيلاري كلينتون اغتالوا ما بلغ مجموعه خمسين شخصًا أو أكثر. طور الناشر في موقع نيوزماكس كريستوفر رودي، وعضو الكونغرس مارجوري تايلور غرين، وآخرين أجزاء كثيرة منها. كانت مثل هذه الاتهامات موجودة على الأقل منذ التسعينيات، عندما اتهم فيلم بعنوان ذا كلينتون كرونكل (سجلات كلينتون)، من إنتاج لاري نيكولز وروّج له القس جيري فالويل، بيل كلينتون بارتكاب جرائم متعددة بما في ذلك القتل. فضحت صحيفتا ليدجر في ليكلاند، وشيكاغو تريبيون، وموقع سنوبس وغيرهم نظرية المؤامرة هذه، فأشاروا إلى سجلات الموت التفصيلية، والدائرة الكبيرة غير المعتادة من المساعدين المحتملين لدى الرئيس، وحقيقة أن العديد من الأشخاص المدرجين في القائمة مجهولو الهوية، أو ما زالوا على قيد الحياة.

## الضحايا المزعومين

### سي. فيكتور رايزر الثاني
فيكتور رايزر الثاني الرئيس المشارك للتمويل الوطني لبيل كلينتون. توفي في حادث تحطم طائرة مع ابنه وثلاثة آخرين في 30 يوليو 1992، خلال رحلة صيد. اعتقد منظرو المؤامرة أن الحادث كان متعمدًا. صرح المجلس الوطني لسلامة النقل بما يلي:
تأخر الطيار في قرار عكس مساره وفشل في الحفاظ على السرعة الجوية أثناء المناورة. العوامل المتعلقة بالحادث هي: التضاريس الجبلية والسقف المنخفض.

### ماري موهان
ماري موهان كانت متدربة في البيت الأبيض، في أوائل صيف عام 1997، قُتلت بالرصاص خارج ستاربكس في ضاحية جورجتاون بواشنطن العاصمة. دخل السارق المتجر وأطلق النار على موهان بعد أن حاولت أخذ مسدسه. ثم أطلق النار على اثنين آخرين من موظفي ستاربكس وهرب خوفًا من ظهور رجال الشرطة. ومع ذلك، يعتقد منظرو المؤامرة أن موهان قُتلت بأمر من كلينتون. وفاتها مشابهة لموت سيث ريتش بعد 19 عامًا.

### فينس دبليو. فوستر
عُثر على نائب مستشار البيت الأبيض فينس دبليو. فوستر ميتًا في فورت مارسي بارك في فيرجينيا، خارج واشنطن العاصمة، في 20 يوليو 1993. وخلص تشريح الجثة إلى إصابته بطلق ناري في فمه، ولم يُعثر على جروح أخرى في جسده. حكمت التحقيقات الرسمية أنه مات منتحرًا، لكنه ما يزال موضوعًا لنظريات المؤامرة التي تفيد بأنه قُتل بالفعل على يد آل كلينتون لمعرفته الكثير.

### سيث ريتش
دفعت جريمة القتل التي لم تُحل عام 2016 لعضو اللجنة الوطنية الديموقراطية سيث ريتش منظري المؤامرة إلى التكهن بأن هيلاري كلينتون رتبت لوفاته، استندت النظرية إلى تقرير فوكس نيوز، الذي سُحب لاحقًا، بأن ريتش كان مسؤولًا عن إطلاق ويكيليكس لرسائل البريد الإلكتروني الخاصة باللجنة الوطنية الديمقراطية خلال الحملة الرئاسية للولايات المتحدة لعام 2016. في الواقع، سرق المخترق المرتبط بالروس «غوسيفر 2.0» رسائل البريد الإلكتروني الخاصة باللجنة الوطنية الديموقراطية. روجت شخصيات يمينية بارزة مثل ألكس جونز، ونيوت جينجريتش، و شان هانيتي لعناصر مختلفة من هذه النظرية.

### جيفري إبستاين
عُثر على المُدان بالتحرش الجنسي جيفري إبستاين، المحتجز بتهم اتحادية تتعلق بالإتجار بالأطفال، ميتًا في زنزانته في مركز متروبوليتان الإصلاحي شديد الحراسة في مانهاتن في 10 أغسطس 2019. أعلن التشريح الرسمي لاحقًا أن سبب الوفاة كان الانتحار شنقًا. أدت وفاته إلى نشر نظريات المؤامرة على وسائل التواصل الاجتماعي، خاصة فيما يتعلق ببيل كلينتون والرئيس دونالد ترامب. بعد ساعات من وفاة إبستاين، أعاد ترامب تغريد مزاعم بأن وفاة إبستاين كانت مرتبطة بكلينتون، بما في ذلك الوسم #ClintonBodyCount.  قالت لين باتون، المعينة من قبل ترامب في وزارة الإسكان والتنمية الحضرية،  «هيلاري فعلتها!!» واستخدمت الوسم #VinceFosterPartTwo في منشور على الإنستغرام حول وفاة إبستاين. استخدم المعلق السياسي دينيش دسوزا الوقت الذي قضاه في مركز إصلاحي فيدرالي لإعطاء الصلاحية لنظرية المؤامرة التي تقول إن الزوجان كلينتون كانا مسؤولان عن وفاة إبستاين.